# Georg Friedrich Daumer
Georg Friedrich Daumer (ur. 5 marca 1800 w Norymberdze, zm. 14 grudnia 1875 w Würzburgu) – niemiecki poeta i filozof. Pobierał nauki w gimnazjum kierowanym przez Hegla. W 1817 rozpoczął studia teologiczne na Uniwersytecie w Erlkangen, później zmienił ten kierunek na filozofię. 

## Ewolucja poglądów
Początkowo Daumer był ortodoksyjnym protestantem, lecz stopniowo ujawniał coraz większą wrogość do chrześcijaństwa, które atakował w wielu swych pismach, i które chciał zastąpić nową religią „miłości i pokoju”, której zasady wyłożył w dziele Religion des neuen Weltalters.
Wcześniej opublikował wiele prac o wyraźnie antyteologicznym nastawieniu. Najważniejsze z nich to: Philosophie, Religion, und Altertum, Züge zu einer neuen Philosophie der Religion und Religionsgeschichte, Der Feuer- und Molochdienst der Hebräer, Die Geheimnisse des christlichen Altertums. Krótko po 1850 Daumer opuścił Norymbergę i osiedlił się we Frankfurcie nad Menem, gdzie doznał wielkiej duchowej przemiany. W 1858 w Moguncji publicznie przeszedł na katolicyzm i stał się jego gorliwym obrońcą. Wśród jego licznych prac napisanych po nawróceniu, najważniejsze to: Meine Konversion, Aus der Mansarde, Das Christentum und sein Urheber, Das Wunder, seine Bedeutung, Wahrheit und Notwendigkeit. Ta ostatnia publikacja jest wymierzona w poglądy Davida Straussa.
Ważną częścią dorobku Daumera jest poezja.

## Wybrane dzieła poetyckie
- Hafis (Hamburg, 1846; drugi zbiór, 1852)
- Mahomed und sein Werk (Hamburg, 1848)
- Glorie der heiligen Jungfrau Maria (Norymberga, 1841)
- Frauenbilder und Huldigungen (Lipsk, 1853)
- Marianische Legenden und Gedichte (Munster, 1859)
- Schone Seelen (Mainz, 1862)